# Okinami (destroyer)
L'Okinami (沖波) était un destroyer de classe Yūgumo en service dans la Marine impériale japonaise pendant la Seconde Guerre mondiale.

## Historique
Le 29 février 1944, alors qu'il escorte un convoi de troupes, l'Okinami participe au naufrage du sous-marin USS Trout et au sauvetage de 1 720 survivants du naufrage du Sakito Maru (en). Le 5 novembre 1944, il fut mitraillé à plusieurs reprises lors d'une attaque aérienne, provoquant 28 victimes parmi l'équipage.
Le 13 novembre 1944, l'Okinami est coulé pendant un raid aérien américain sur Manille. Touché par une bombe, il sombre en eaux peu profondes à 8 milles (13 km) à l'ouest de Manille, à la position 14° 35′ N, 120° 50′ E. 14 membres d'équipage sont tués et 19 sont blessés.